# Villa rustica (Bodman)
Die Villa rustica in Bodman ist ein ehemaliger römischer Gutshof im Gebiet der heutigen Gemeinde Bodman-Ludwigshafen im baden-württembergischen Landkreis Konstanz in Deutschland.

## Lage
Der Gutshof liegt rund anderthalb Kilometer südwestlich des heutigen Ortsteils Bodman am Ausgang des Dettelbachtals, im Gewann „Auf Mauren“, südlich der Kreisstraße 6101 sowie östlich der Kreisstraße 6100.

## Forschungsgeschichte

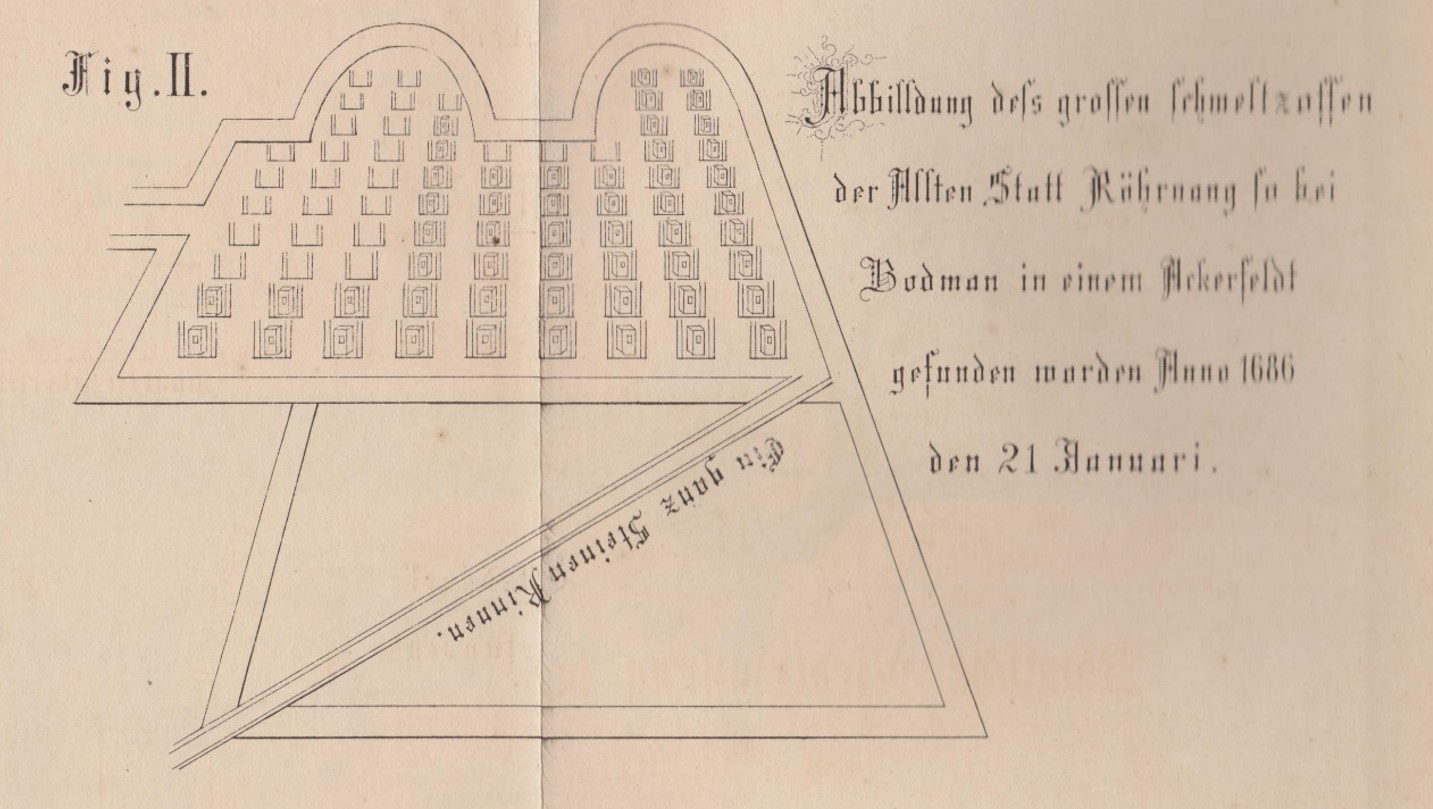
„Abbildung deß grossen Schmeltzoffen (…) bei Bodman in einem Ackerfeldt gefunden worden Anno 1686 den 21 Januari.“ – Später stellte sich heraus, dass es sich nicht um einen Schmelzofen, sondern um ein Hypokaustum handelt.

Zur ersten dokumentierten Ausgrabung einer Villa rustica im süddeutschen Raum führte im 17. Jahrhundert ein Streit um das Marktrecht für den Ort Bodman: Johann Freiherr von Bodman war der Meinung, von der im Mittelalter zerstörten Stadt „Rörnang“, seinerzeit in bodmanschem Besitz, ein Marktrecht ableiten zu können. Dazu wurde im Januar 1686 eine Grabung durchgeführt. Die dabei gefundenen Mauerreste wurden durch den Freiherrn, einen kaiserlichen Notar und zwei weitere Zeugen als die Reste der gesuchten Stadt gedeutet. Das Ergebnis dieser Grabung wurde durch einen Bericht und eine Planzeichnung – heute im Besitz des Gräflich Bodman'schen Archivs – beschrieben und beglaubigt.

„Instrumentum notarii super reperta rudera civitatis potamicae/dictae Rörnang/verdolmatschet Bodma/.
Im Namen der allerhailigsten unzerthailten ewigen Dreifaltigkait Amen. Kundt und zue wüssen seye hiermit allermeinigklich durch dießes gegenwärtig offen instrument, daß in dem Johr, alß man zöhlt nach der hailwerthen, jungfreuwlichen Geburth unßers einigen Erlößers und Seligmachers Jesu Christi sechßzehnhundert sechß und achtzig, bei Herrsch- und Regierung deß allerdurchläuchigsten und unüberwindtlichisten Fürsten und Herrn, Herrn Leopoldi desß Ersten diß Nammens, Erwölten römischen Kayßers zue allen Seiten Mehrern deß Reichs in Germanien, zue Hungarn, Bohäimb und Dalmatien Königs etc., des hungarischen im einunddreysigisten und deß böhaimischen im dreyßigisten Johr, indictione nona, Donderstag, den 31isten January, von dem Frey Reichß Hochedelegebornen Herrn, Herrn Johann von und zue Bodman freyer Reichß Ritterschaft in Schwaben der Verain-St. Georgenschilttß Viertels Hegauw Allgauw und Bodensee Directore gebräuchig requiriert wordten, einen Augenschein der alten zerstörrten Bodmanischen Statt Rörnang neben glaubwürdtigen Gezeugen beyzuewohnen, so ex officio gleichselbigen Nachmitag von zway bis gegen halber vier Uhren in Beysein der ersamen und beschaidenen Joseph Stockher von Donaueschingen und Lorentz Andreß von Aßen, beede aus der Landgrafschaft Bahr Fürstenbergischen Herrschaft Donaueschingen, meiner Gezeugen, in Person beygewohnet, hat folgendtes sich befunden, ohnweith dem alten Schloß und darunter ahn dem so genannten Bodmanischen See liegendten Dorf Bodman auf einer Ebne von einem Berg mit Waldung gegen den aldaigen Landtstraßen herabwerts etwaß geßenkhtem Ackherfeld haben sich von ansehlichen Gepeuwen in der Vierung verlängt, thailß abgesündert und wohl außgethailt in Zimmer oder Gewölber, deren etliche noch gantz mit gebränten und gebachenen Ziegelstain wohl besetzt etlich mit Mertel gepflaster, gantze Gaßen der Länge nach und überzwerck, derselben vihl underschidliche auch andere mittelmäßige annoch gantz daur- und wehrhafte Grundt- oder Fundament-Mauern von gouten, diß orths ergebendten Stainen, thailß 3, thails weniger Werckschoch braith noch also guoth befunden (ohnerachtet sie aller Aussag nach etlich hundert Johr unter der Erdten gestanden), daß ohne Erbesserung derselben darauff ansehliche Häußer zue jetziger Zeit gepauet werdten könnten.
Alß man den Grundt oder Erdten hiervon abgedeckht, nachgesuocht und graben, seindt etliche Pfeil und eine Falconet-Kugel herfür kommen, worauß clar abzuenemmen, daß diße Statt Rörnanngg sowohl in gar alten deutschen alß darauf erfolgten Bauern-Kriegen, wie underschidliche Cronickhen hiervon Meldung thuen, angefochten und völlig zerstörth worden; weiters zaigen sich auff diesem Bezürckh von zerfallenen Gemeuer ahn underschidlichen Farben klain und große Mertelstückhle, vormit außer allen Zweiffel (wie zue Zeit noch geschieht) die Heußer, Kirchen und Gepeuw inn- und außwendtig gezirt wordten; auch gantz glaubwürdtig berichtet wordten, daß vor den letsten schwedischen Kriegen in dißem Saeculo eben auf diße Situation, so jetziger Zeit gepflantzet und völlig mit dem Pfluog gepauwen würdtet, unterschidliche Gelt Müntzen alda gefundten wordten, auch durch Wuohlen und Aufbrechen der s.v. Schwein damohlen ein nambhaffte Gloggenherfür kommen, deren Überschrifft nicht zue lesen wahre, welche in erfolgt schwedischen Rupturen endtfrebdet und nacher Schaffhaußen in daß Schweitzer Land solle kommen sein.
Noch das mehrere ist alda vorhandten und verwundterlich zue sehen ein gantzer zue einer Geltmunntz gehöriger Saiger oder Schmöltzofen vornenher gegen den Berg fast in Mitte dießes Districts mit zwo halben Rundirungen und verlangt, worinnen drei Windt- oder Lufftröhren (wie man sie titulirt) von gepachenen annoch daurhafften Ziegelstainen überzwerckh und der Lenge nach in so guoter Postur allerseits nach Richtschnur, und ahn seiner Stöll ein von Erdten gantz ohnschadhaffter, ahn zweyen Seithen gegeneinanderen verlängerten Löchern in die vier Egg verlengter Schmeltzdigel worinen noch etwas Materi, ahn einer anderen Stöll ein fergleichen Schmeltzdigell, aber etwas schadhafft.
Vor dißen Schmeltz oder Saiger-Offen liegt ein gantzer langer Stain, in der Mitte dardurch der Lenge nach ein Canal oder Krundten gehauen, biß under ein Thürschwöll, auch von Stain, worauff noch zue Endt dero ein dickhes Eißen, so man auch ein Digel pflegt zue nennen, worinnen der Thürnagel gestande, vermuothlich dardurch die geschmeltze Materia in den Dest zuegefloßen, welches beygefüegter Grundtriß und ander Denkhwürdtiges, so von einem wohlerfahrnen Mahler in meiner Gegenwarth und Anweßenhait nach fleißiger Besichtigung verzaichnet wordten, mit mehrerem ausführlich ahn Tag gibet, so alles obenermelt meinen Zeugen selbsten geßehen. Und das Vorstehendtes im Johr, Monath, Tag und Stundten kayserl. Regierung und Indiction geschehen und vollzogen wordten, bezeuge ich hiermit aigener Handtsubscription, auch Beithruckhung gewohnlichen Notariatsignets und anererbten meine Pettschafft.
(Signet und Siegel)“

Heute weiß man, dass damals die Gebäude eines römischen Gutshofs aus der zweiten Hälfte des 1. Jahrhunderts freigelegt worden sind, unter anderem ein Badehaus mit Hypokaustenheizung.
Von den ehemaligen Gebäuden ist aktuell nichts mehr zu sehen; die Fundamente zeigen sich lediglich als negatives Bewuchsmerkmal im Ackerland.

## Funde

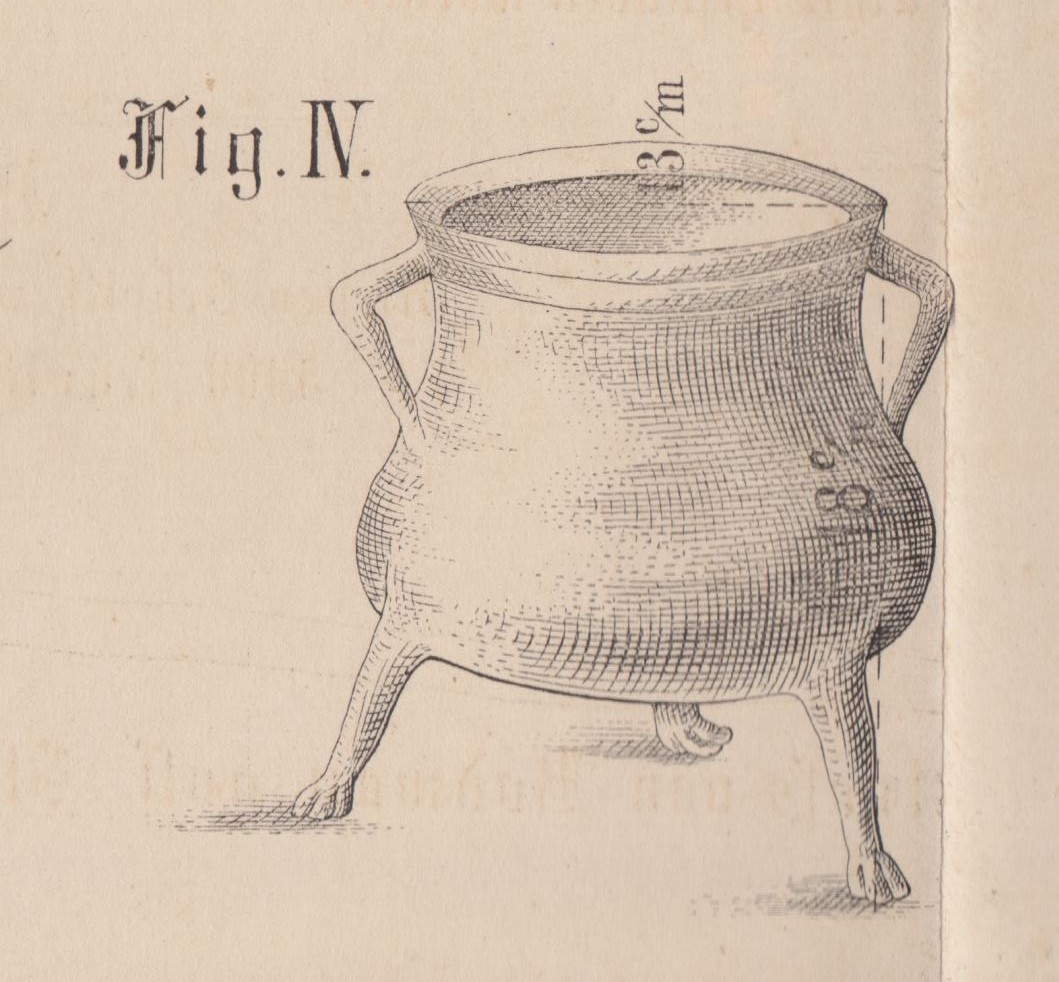
Abbildung des Bronzegefäßes

Später wurden auf dem Areal der Villa rustica zwei gleiche, 13 × 18 cm große Bronzegefäße ausgegraben. Im weiteren Umfeld fand man einige römische Münzen: 1968 im Gewann „Hals“ einen Antoninian des Philippus Arabs (römischer Kaiser von 244 bis 249), einen Antoninian des Gallienus (253–268) sowie einen Follis Konstantins (306–337).

## Weitere Nutzung
Aufgrund einer von König Ludwig dem Kind im Jahr 905 ausgestellten Urkunde kann angenommen werden, dass die Villa rustica nach Abzug der Römer weiter bewohnt worden war:

„Er gebe an St. Gallen in der Nähe des Bodensees bei der Villa, Tatalebahe genannt, eine Hube, welche ein Mann Namens Wolfter bewohne, und im östlichen Theil der königlichen Pfalz ein Gut am Ausfluß des sogenannten Teufenbaches zwei Jauchert enthaltend.“